# Avicularia ancylochira
Avicularia ancylochira es una especie de araña que pertenece a la familia Theraphosidae (tarántulas).

## Fuente
- Avicularia ancylochira en Vionto.com Archivado el 4 de marzo de 2016 en Wayback Machine.
- Wikispecies tiene un artículo sobre Avicularia ancylochira.